# Arts & Crafts

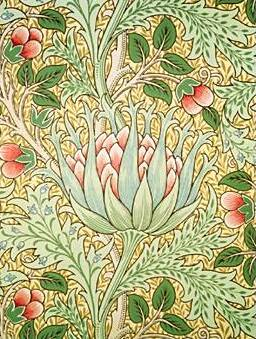
Papel de parede de "Alcachofra", de John Henry Dearle para William Morris & Co., 1897 (Victoria and Albert Museum).

Arts & Crafts (lit. artes e ofícios, embora seja mais comum manter a expressão original) foi um movimento estético criado na Inglaterra em protesto aos produtos manufaturados da Era Vitoriana, na segunda metade do século XIX. Defendia a reforma no design, o artesanato criativo como alternativa à mecanização e a produção em massa, e pregava o fim da distinção entre o artesão e o artista. Dispôs de influência sobre diversos aspectos do ambiente que se desdobravam desde jardins e arquitetura, mobiliários, acabamentos, materiais e acessórios.
O movimento foi influenciado pelas ideias do romântico John Ruskin e do arquiteto Augustus Pugin, sendo liderado pelo socialista e medievalista William Morris. Defendiam que o ambiente de trabalho é capaz de moldar o caráter do indivíduo e que o design possui grande influência sobre a sociedade. Os reformadores do movimento condenavam o uso indiscriminado de materiais, a ineficiência das formas, a divisão do trabalho e o excesso de ornamentos frequentes na produção em massa do século XIX. Pretendiam restabelecer a harmonia entre os setores de criação e produção, imprimindo em suas criações o traço do artesão-artista, que mais tarde seria conhecido como designer. Durou relativamente pouco tempo, mas influenciou o movimento francês da art nouveau e é considerado por diversos historiadores como uma das raízes do modernismo no design gráfico, desenho industrial e arquitetura. De acordo com Tomás Maldonado, o Arts & Crafts também teve grande influência para o surgimento posterior da Bauhaus.

## Origens e Influências
O clamor pela reforma do design no século XIX começou como uma reação à queda dos padrões de produção promovido pela fabricação em grande escala das indústrias. Ao iniciar o movimento de reforma os apoiadores do Arts & Crafts tinham como objetivo melhorar a qualidade do design e, como consequência disto, fortalecer o caráter do indivíduo e da sociedade. Os reformadores esperavam essencialmente restaurar a dignidade de todos os setores de produção e também a integridade dos produtos produzidos. Questões como trabalho, educação, condições do artesão, exposição do produto ao público e estética foram amplamente difundidas. Esperava-se que os métodos tradicionais do artesanato pudessem competir com a produção das máquinas.

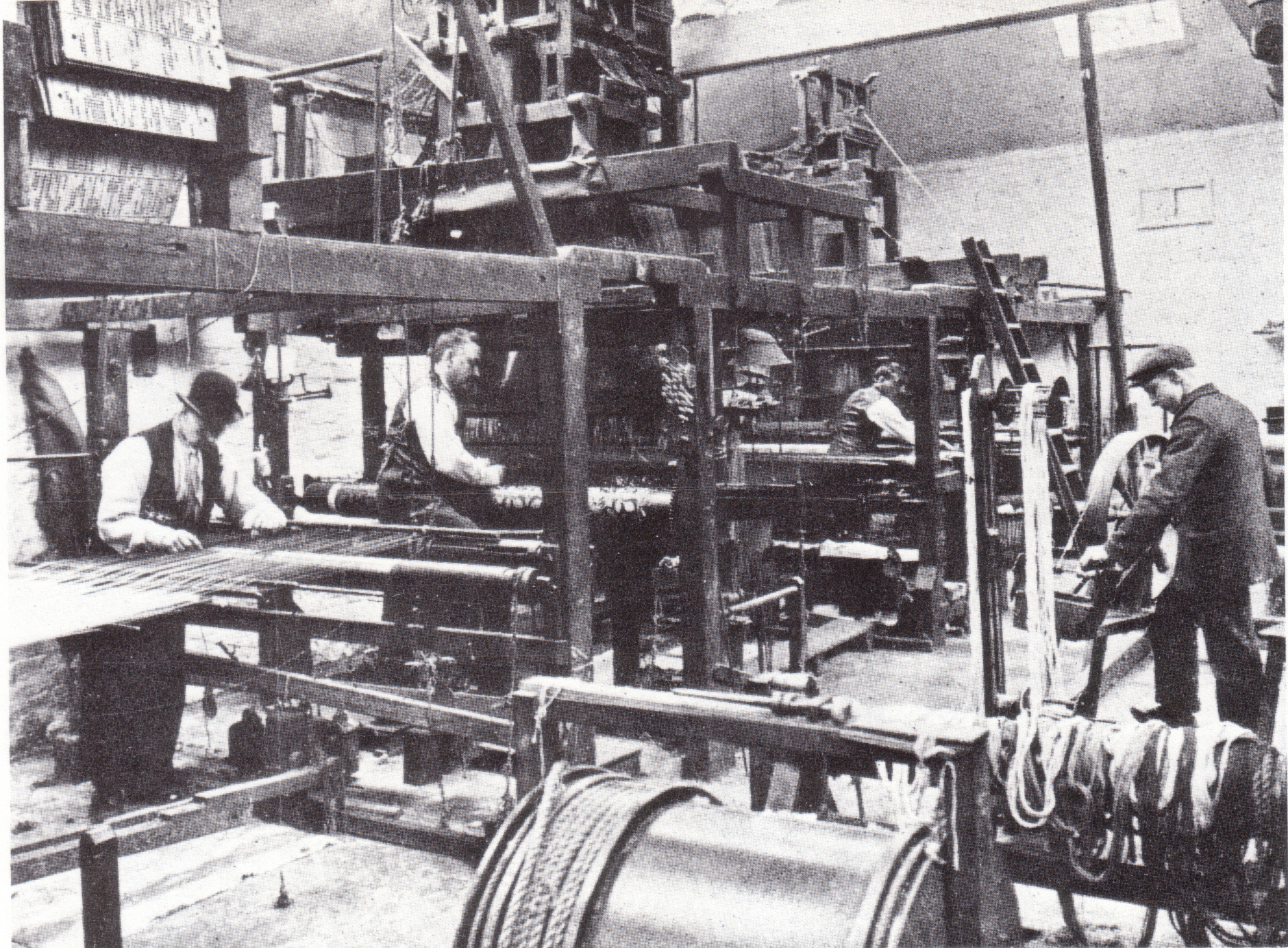
Máquina de tear da compania Morris & Co. em Merton, que foi aberta nos anos 1880.

O movimento Arts & Crafts contou com a contribuição de esferas teóricas e artísticas, tendo como seu principal líder o ativista socialista William Morris, crítico da produção das indústrias e das condições em que eram submetidos seus trabalhadores. Ele idealizava artistas que fossem responsáveis por criar e produzir seus próprios projetos, com mais dignidade e atribuindo maior valor estético. Também propôs que os ornamentos fossem melhor utilizados, mais acessíveis aos objetos cotidianos e população geral. Além de Morris, concepções de nomes como do medievalista Augustus Welby Pugin e do crítico de arte John Ruskin, ajudaram a formar os pilares teóricos do movimento. Ideologias socialistas, principalmente do sociólogo Karl Marx também exerceram influência, principalmente nos ideais sociais da revolução.

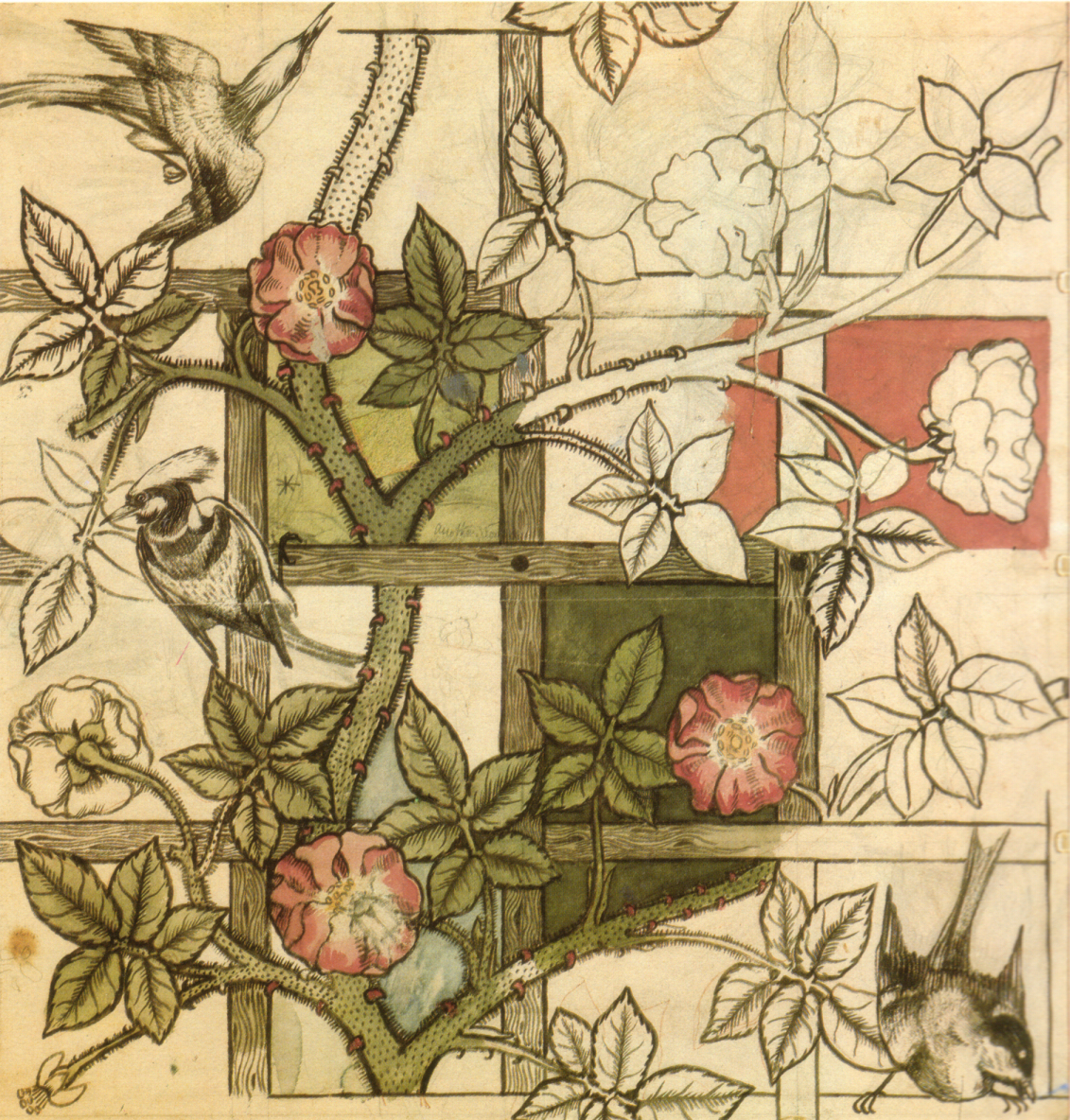
Design de William Morris para papel de parede Trellis, 1862.

### Contexto Social
A Revolução Industrial que teve início na Grã-Bretanha se espalhou pelo mundo e acarretou uma profunda mudança econômica e social em diferentes países. A instauração das grandes indústrias e a produção em massa fez com que muitos artesãos e trabalhadores manuais perdessem seus comércios ou fossem obrigados a migrar para a nova realidade fabril da época. Em oposição a essas transformações, muitos movimentos eclodiram e se colocaram em conflito com a desumanização industrial, sendo um deles o Arts & Crafts.

## Estética
A valorização da natureza esteve muito presente na estética do Arts & Crafts, assim como o trabalho manual. As matérias primas utilizadas deveriam ter forma e composição natural, se afastando dos produtos alterados que eram usados nas fábricas. A madeira foi muito utilizada na criação de móveis e estruturas residenciais, assim como ferro e corantes naturais.  Outro ponto importante do movimento, era a natureza retratada nas pinturas, tapeçarias, ladrilhos e vitrais. Flores, videiras, folhas, pássaros estavam sempre representados com formas simplificadas e menos realistas. O estilo gótico e o medieval, também serviram de grande inspiração, sendo incorporados em muitos projetos e atribuindo um conceito de antiguidade. Contudo, não bastava que um objeto ou artefato fosse apenas bonito, ele tinha que possuir uma função que o justificasse.

## Design
No design, o Arts & Crafts influenciou diversas mudanças em diferentes aspectos do ambiente, desde mobiliários, a cerâmicas, peças têxteis, vitrais, acessórios, tapeçarias e pinturas. Optou por seguir padrões de fabricação medievais, com criações constituídas de linhas rígidas e alongadas. A natureza também foi um importante símbolo do movimento que valorizava a utilização de matérias-primas naturais e formas simples.

## Arquitetura

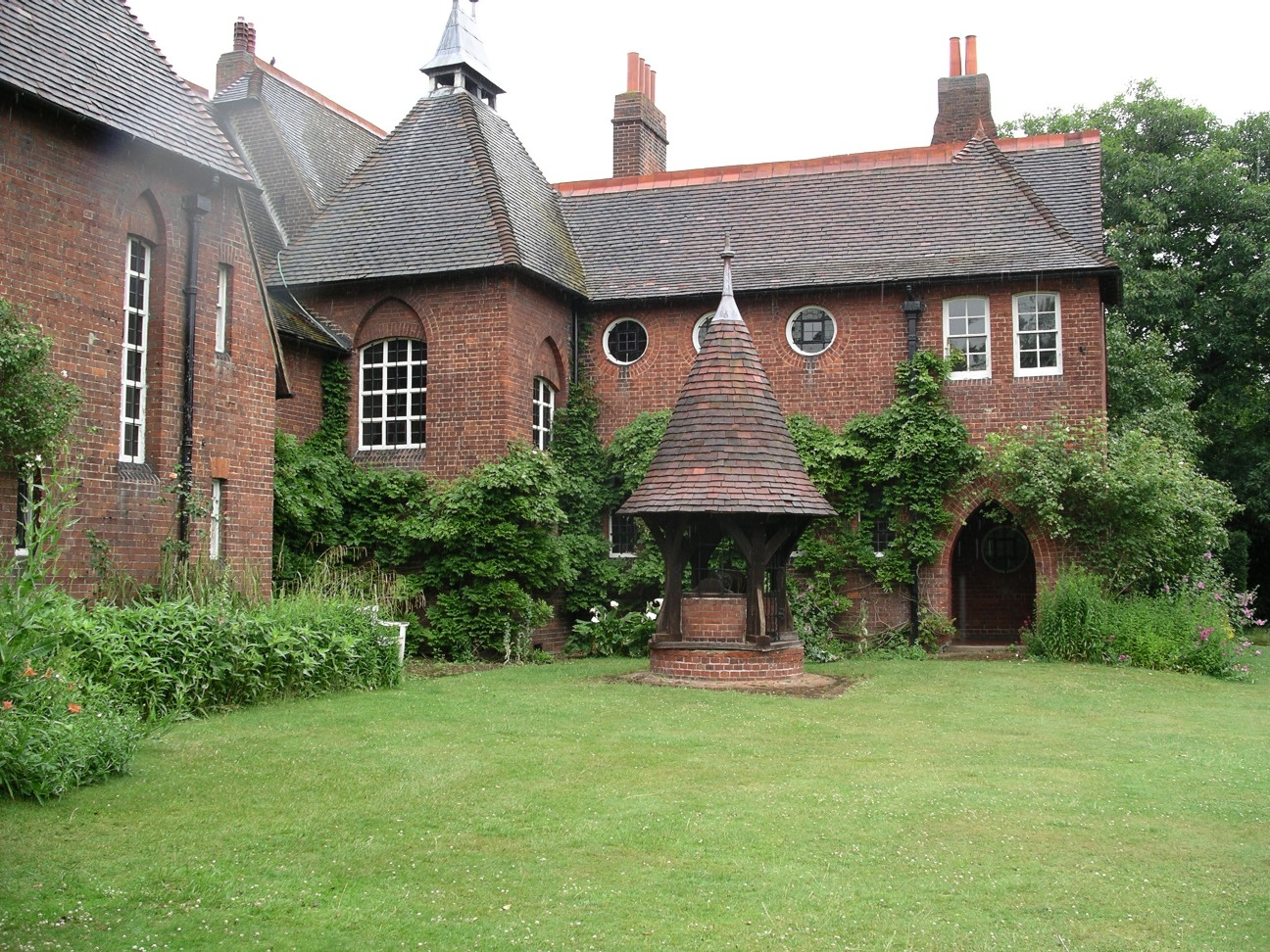
The Red House (A casa vermelha) em Bexleyheath, Kent. Uma das casas de de William Morris e Jane Morris, desenhada por Morris e Philip Webb

Na arquitetura, o Arts & Crafts se afastou da estética típica das construções do século XIX que continham uma grande quantidade de ornamentos e se destoavam do ambiente em que foram construídas. As casas projetadas pelo movimento tinham formas simples, poucas ornamentações e eram bastante influenciadas pelo estilo gótico. Além disso, esses projetos deveriam atribuir funções às formas e ter o mínimo contraste possível com a natureza ao redor, se fundindo a paisagem.